# 思維二世
教宗思維二世（拉丁語：Silvester PP. II；約950年—1003年5月12日）本名葛培特（Gerbert），於999年4月2日至1003年5月12日岀任教宗。他因為他在學術上的提倡而知名，比如重新引入消失在拉丁世界的希臘算盤與星盤，據說他也掌握了製作星盤的技術。
原先出身貧寒的他因才華而獲巴塞隆納伯爵博雷爾二世贊助學習，並在972年時獲得蘭斯總主教阿達爾貝羅重用，然而之後卻捲入卡佩王朝建立者于格·卡佩的政爭中，于格在988年支持阿諾夫（Arnulf）擔任蘭斯總主教，然而阿諾夫卻在日後支持其叔父也是于格的政敵下洛林公爵查理，因此于格在991年時以葛培特取而代之。但是這個做法卻遭致時任教宗若望十五世反對，並於995年在穆松舉行會議撤銷于格的命令，這個決議在隔年由若望的繼承者額我略五世在奧托三世的支持下實行。阿諾夫獲平反回復原職，葛培特被撤除蘭斯總主教職位，最後成為奧托三世的家庭教師。然而999年額我略去世，葛培特卻獲選為教宗思維二世。 教宗于1000年加冕伊什特万一世为匈牙利国王。

## 譯名列表
- 二世：來自大英簡明百科知識庫[永久]與大英百科全書線上繁體中文版[永久]。
- 西尔韦斯特二世、西爾維斯特二世：來自《世界人名翻譯大辭典》1993年版。
- ：來自香港天主教教區檔案　歷任教宗。